# Cooperstown (Dakota del Nord)
Cooperstown és una població dels Estats Units a l'estat de Dakota del Nord. Segons el cens del 2000 tenia 1.053 habitants.

## Demografia
Segons el cens del 2000, Cooperstown tenia 1.053 habitants, 489 habitatges, i 270 famílies. La densitat de població era de 437,2 hab./km².
Dels 489 habitatges en un 22,9% hi vivien nens de menys de 18 anys, en un 48,3% hi vivien parelles casades, en un 5,7% dones solteres, i en un 44,6% no eren unitats familiars. En el 42,3% dels habitatges hi vivien persones soles el 26% de les quals corresponia a persones de 65 anys o més que vivien soles. El nombre mitjà de persones vivint en cada habitatge era de 2,04 i el nombre mitjà de persones que vivien en cada família era de 2,79.
Per edats la població es repartia de la següent manera: un 20% tenia menys de 18 anys, un 4,7% entre 18 i 24, un 20,3% entre 25 i 44, un 22,9% de 45 a 60 i un 32,1% 65 anys o més.
L'edat mediana era de 48 anys. Per cada 100 dones de 18 o més anys hi havia 83,8 homes.
La renda mediana per habitatge era de 28.705 $ i la renda mediana per família de 41.307 $. Els homes tenien una renda mediana de 26.688 $ mentre que les dones 17.083 $. La renda per capita de la població era de 17.334 $. Entorn del 5,5% de les famílies i el 10,5% de la població estaven per davall del llindar de pobresa.

## Poblacions més properes
El següent diagrama mostra les poblacions més properes.